# Tin Machine
Tin Machine, rockband bildat 1988 av David Bowie. Förutom honom bestod bandet av Reeves Gabrels samt Tony och Hunt Sales. Gruppen släppte två studioalbum och ett livealbum innan den upplöstes 1992, varpå Bowie fortsatte sin solokarriär.

## Diskografi
- 1989 – Tin Machine
- 1991 – Tin Machine II
- 1992 – Tin Machine Live: Oy Vey, Baby